# グリーングリーン3 ハローグッバイ
『グリーングリーン3 ハローグッバイ』は、山奥にある全寮制共学校「鐘ノ音（かねのね）学園」に在籍する主人公達の、学園3年の2学期から卒業までを描いた、18禁学園恋愛アドベンチャーゲーム。『グリーングリーン』シリーズの完結編。

## 概要
前作・前々作同様にノリと勢いとギャグが暴走気味だが、それぞれの卒業を主軸に、恋愛・友情・青春が高次元で融合されているのも魅力の一つと言える。そして、主人公である祐介を中心としたそれぞれのキャラクターの成長、そしてシリーズを通してのテーマである「恋とキスの答え」に関する一つの回答が提示されている。前作・前々作であった、各所に散らばっているヒロインへの選択肢がなくなり、物語の流れから二択の選択肢が発生し、そこからルートが分岐するようになったため、不自然な流れや矛盾が起こらなくなっている。

## 登場キャラクター

### メインキャラクター
高崎 祐介（たかさき ゆうすけ）
主人公。鐘ノ音学園3年生。優柔不断で周りに流されやすい。朽木双葉とは恋人同士。鐘ノ音祭の実行委員長を務める。『2』の段階では双葉と恋人関係であった。しかし、あることが原因で疎遠な状態であったが、その問題も今作の冒頭で仲直りした。
朽木 双葉（くつき ふたば）
声：藤巻恵理子
鐘ノ音学園3年生で今作のメインヒロイン。編入組（女子）のリーダー的存在で平安時代から続く陰陽師の末裔。第1作では典型的ツンデレキャラクターだった。祐介と恋人となって以降は、短気で嫉妬深い性格に一層磨きがかかりヒステリックになることもあるが、時折女の子らしい心遣いも見せるなど少しずつ成長中。しかし、祐介が他の女子と話をしているだけで激昂したり、挙句の果てには同部屋の天神にヤキモチを焼くなどあいかわらず祐介を振り回している。シリーズを通して貧乳キャラであったが、ドラマCDや今作にて多少胸が成長している事が判明した。バッチグーたち3バカとは仲が悪いが、なんだかんだ言っても結局4バカの一角を担ってしまっている。シリーズの最後を締めくくる『双葉シナリオ』は、愛と涙と友情の青春学園スペクタクルで、エンディング曲は1作目のオープニング曲のリメイク版である。
樫谷 ちとせ（かしや ちとせ）
声：あおきさやか
鐘ノ音学園3年生。主人公・祐介の幼馴染。鐘ノ音学園が共学化されたことを知り、祐介と同じ学校に通いたいがため転校してきた。やや天然ボケ。祐介への好意を隠し彼の幸せを願うなど、一途に祐介を思っている健気な少女。昔から祐介に女の子として見てもらえない事を気にしており、祐介の母からひっそり料理を教えてもらったり、裁縫の練習をしたりと女の子らしいスキルを磨いていた。胸のサイズは明らかになってないが、双葉よりは断然大きい。『ちとせシナリオ』は、シリーズの根幹を成すテーマである『運命の出会い、別れ』、『過去と未来の連鎖』、『さよならをこえる』に対する回答を提示している。エンディング曲は、某雑誌のインタビューによると、モノクローム（1のメインヒロインのED曲）に対抗して作ったと述べられており、原題は輪廻のオルゴールであるなどグリーングリーンの完結を意識して作られたものである。
美杉 舞（みすぎ まい）
声：手塚ちはる
鐘ノ音学園3年生。バッチグーの目視調査によるとFカップらしい。元芸能人だが、プロデューサーとの枕行為を拒んだため業界を干された。入学するたびに噂が広まり、苦痛に耐えかね学校を転々としてきた。当初は元芸能人ということもあって声をかけてくる生徒も多かったが、徹底的に他人を避けているために、誰からも声を掛けられなくなった。そのため、学校をサボっては裏山で一人たたずんでいる。天性の歌声の持ち主。中学1年生の時に、音楽プロデューサーにレイプをされかけた経験を持つ。そのため、男に触られるとものすごい拒否反応を示す。
天神 葉月（てんじん はづき）
声：鉄炮塚葉子
鐘ノ音学園1年生。天神泰三の双子の妹の一人。顔は父親似で母親似の天神とは全く似ていない。総長の妹という事実によって周りから珍しい目や特別な目で見られるのが嫌いらしく、兄弟であることを隠していた。物事に動じない性格で、上級生だろうがなんだろうが、決して敬語は使わない。格闘のセンスは相当なもので、総長の天神よりも強い。なぜか自分の兄・天神泰三のことを苗字の『天神』と呼ぶ。その理由は今作で判明しそうだったが、しなかった。後に最初で最後の鐘ノ音学園女総長になる。将来の職業はスーパーモデル。
天神 花月（てんじん かづき）
声：西原久美子
鐘ノ音学園1年生。天神泰三の双子の妹の一人。こちらも総長の天神には全く似ていない。他人の考えていることがわかるという特殊な能力のせいで、いつも頭痛に悩まされている。キレると九州弁になり、葉月も敵わなくなる。『ゴメンナサイ』とすぐに謝ってしまうのがクセになっている。
バッチグー（ばっちぐー）
声：田中一成
鐘ノ音学園3年生。本名は伊集院 忠知（いじゅういん ただとも）。3バカの一人。自称総長補佐で、天神をうまく使い傀儡政権を行っている。女子寮爆破を計画したり、学園祭のミスコンを計画したりと、欲望のための計画能力は底知れない。春乃亜里沙というブサイクな彼女がおり、『ハニー』『ダーリン』と呼び合っている。当初は体目的で春乃と付き合っていた節があるが、妊娠疑惑が浮上した際、春乃との結婚を決心したりと、添い遂げる覚悟はある模様。ストーリーや選択肢の選び方によって、エンディングでの将来の職業が『声優（田中一成化）』『ゲーム会社社長（bamboo化）』『春乃と結婚（2パターン）』になる。
天神 泰三（てんじん たいぞう）
声：浜田賢二
鐘ノ音学園3年生。鐘ノ音学園の現総長であり3バカの一人。鹿児島出身のため口調は鹿児島弁混じりの方言で話す。極度のロリコンで、自分の妹達にさえ発情してしまうこともある。心技体の『心』だけが大きく欠けており、加減を知らない。非常に繊細な心の持ち主だが、『総長』というプレッシャーのおかげでよく暴走する。妹達のことを一番に考えており、彼女らを泣かせたり傷つけたりした祐介に対し憤怒し、温和な口調が一変し、呼称も『祐介どん』から『祐介ぇぇぇぇ!』と呼び捨てになった。人を殴る時は『愛情ー!』と叫ぶ、ちなみに女性も殴る。基本的には異性を好むが、たまにバイセクシャルを匂わす言動をとる、信頼している祐介との同性愛はどちらかというと肯定的である。ストーリーや選択肢の選び方によって、エンディングでの職業が『保父』『弁護士』『格闘家』になる。
一番星 光（いちばんぼし ひかる）
声：土門仁
鐘ノ音学園3年生。3バカの一人。鐘ノ音学園では一応イケメンらしい。クールな男を気取っているが、すぐにボロが出る。3年になってからは、3バカの中では一歩引いた立場におり、馬鹿げた行動を起こすのは天神とバッチグーのペアになっていることが多い。祐介の優柔不断な性格や、要領の悪さに苛立つ場面もあるが、それが祐介の良い所でもあるとも思っている。ギターの腕はものすごく、音楽をやるために鐘ノ音学園の卒業を待たずして自主退学する。かつては朽木双葉に恋をしていたが、祐介と双葉が恋人同士になって以降、自分の踏み入る隙はないと悟った模様、また『双葉シナリオ』では重要なキャラクター。ストーリーや選択肢の選び方によって、エンディングでの職業が『ロックスター』『テレビ局のAD』『ホスト』になる。

### サブキャラクター
毒ガス（どくがす）
声：高橋あきお
鐘ノ音学園3年生。本名は子安 ケンタ（こやす けんた）。今回は女子寮爆破の爆弾を作る。技術はすごく、小さな人形の爆弾で女子寮が木っ端微塵になってしまう。その後、爆破の責任を取らされてしまうためにオープニングまでしか見ることは出来ない。やっぱり首が右に45度傾いている。エンディングではストーリーによって『幼女誘拐で逮捕』か『AV男優(?)』になっている。
堀田 健一（ほった けんいち）
鐘ノ音学園の先代総長。エンディングでのバッチグーの結婚式の画像で見ることが出来る。今回の出番はそれだけ。髪型は相変わらずリーゼントにしている。
轟 やすし（とどろき やすし）
声：高橋あきお
数学の教師だが、生徒達にはそれよりも短気ですぐ暴力に走る男として通っている。生徒を殴るためにやかんを携帯している。卒業式の時の祝辞では、感極まって号泣してしまう。3年生の生徒達は、影で悪口など言いながらも実は轟先生にものすごく感謝している。鐘ノ音学園が廃校になった後も、違う学校でやかんを持って生徒達を追いかけている。愛読書はパパイヤ通信。
春乃 亜里沙（はるの ありさ）
声：吉竹範子
鐘ノ音学園3年生。バカにする男には厳しい引き立て役キャラ。バッチグーの恋人でもある。エンディングではブサイクなままバッチグーと結婚するバージョンと、整形して美人になってバッチグーと結婚するバージョンがある。後者はCGギャラリーには記録されない。
朽木 若葉（くつき わかば）
声：満仲由紀子
シリーズ1のヒロインの一人。表向きは朽木双葉の実妹ということになっているが、その正体は双葉がサボテンから生成した式神の少女である。今シリーズでは『双葉シナリオ』にのみ登場する。実家の命を受けて双葉を連れ戻しに来たものの、見つけるのに時間がかかり、やっとの思い出一番星のアパートに到着したものの、双葉はすでに実家に帰っており、一時的に一番星の部屋で惰眠をむさぼっているところを発見される。
本体であるはずのサボテンを所持していないこと、および生成術者である双葉がその能力を失った後も存在していることから、“人間化疑惑”が囁かれていたが、主人が双葉から双葉の娘に変わった為らしい。
お気に入りのテレビ番組は『笑われていいとも』。これを見ないと彼女の一日は始まらない。
小野 カツ子（おの かつこ）
声：御崎朱美
鐘ノ音学園の寮母であり、生徒のご飯を作っているオバサン。ひょんなことから『ミス鐘ノ音』に選ばれる。主人公とキスもしてしまう、ただ者ではない人。
緒方 和夫（おがた かずお）
学園の用務員のじいさん。今回は文章だけの登場。
飯野 千種（いいの ちぐさ）
鐘ノ音学園の元保健室の先生。今回は文章だけの登場。祐介から彼女の話を聞いただけで、ヘルスは興奮してしまう。
亀頭 棒太郎（きとう ぼうたろう）
鐘ノ音学園長。相変わらずビジュアルが危ない。
高崎 桜子（たかさき さくらこ）
主人公・祐介の母親。かなりの楽天家であり、見た目は年齢よりはるかに若く見える。初対面の双葉は祐介の姉と間違えるほど。祐介に対しては厳しく、愛情の裏返しと言えるかと言うと言えないぐらい厳しい。祐介が全寮制の学校に行ったのをいいことに、世界各地を旅行している。しかし、祐介の知らないところでは双葉の親の所に行ったりと親のやることはしっかりやっていた。ちなみに祐介の父親はどこかの会社の課長であり、桜子曰くスーパーサラリーマン。
朽木 葉造（くつき ようぞう）
朽木双葉の父親。片目に大きな切り傷があり、どうみても厳しい頑固親父という感じ。いろいろと和式が好きらしい。祐介との初対面時には、その怒りのあまり、本体と同一形状の凶悪なスタンドを発動させた。双葉曰く、最後にして最大の邪魔者。
婿養子疑惑に関しては、現在調査中である。
樫谷 幸子（かしや さちこ）
樫谷ちとせの母親。文章だけの登場なので、どういう容姿かは不明。旦那と一緒に開業医をしている。
川瀬 真菜（かわせ まな）
声：塩山由佳
鐘ノ音学園1年生。前作ヒロイン。やっぱりカメラを撮り続けている。ピントは合わせられるようになったらしい。
柊 麻里亜（ひいらぎ まりあ）
声：観村咲子
鐘ノ音学園1年生。前作ヒロイン。父は鐘ノ音学園理事というお嬢様。今回は鐘ノ音祭の実行委員を勤める。
丘野 ひまわり（おかの ひまわり）
声：新千恵子
鐘ノ音学園1年生。前作ヒロイン。葉月・花月と仲がよい。相変わらず天神に好かれている。
松浦 ルーシー 美夏（まつうら るーしー みか）
声：青山美帆
鐘ノ音学園1年生。前作ヒロイン。ハーフの帰国子女。鐘ノ音学園が嫌いだったが、最近はまんざらでもない様子。髪の毛の色は元々は黒。
ヘルス（へるす）
声：高戸靖広
鐘ノ音学園1年生。本名は佐貫 新太郎（さぬき しんたろう）。自称・地獄を見てきた男。第二のバッチグーと呼ばれるだけのこともあってか、バッチグーによく使われたりしている。上級生からは、たまに健康野郎と言われる。
ツツミ（つつみ）
鐘ノ音学園1年生。本名は堤 康隆（つつみ やすたか）。相変わらずビジュアルが男性器そのもののかわいそうな人。ネックレスが今回は金色になっている。柊麻里亜のことが好き。
ホセ（ほせ）
声：龍谷修武
鐘ノ音学園1年生。本名は保瀬 範康（ほせ のりやす）。鐘ノ音祭の実行委員。1年生なのに、老け顔のため上級生や先生などに間違えられる。未だに埋蔵金目的で裏山を掘り続けている。将来の夢はガリンペイロ。
モッさん（もっさん）
鐘ノ音学園1年生。本名は山本 保（やまもと たもつ）。普段から何を喋っているのかわからない1年生。聞き取れるのはツツミと小野カツ子のみ。絵がものすごくうまい。
千歳 みどり（ちとせ みどり）
声：中山さら
第1作のメインヒロインであり、2作目の隠しシナリオのヒロインでもある。1000年後の未来に住んでいる。職業は教師。実は幼少期の祐介と出会っていた。「出会い、別れ、繰り返す」運命を乗り越え、遂に結婚することに（相手は明かされていないが、祐介の魂が転生した人物との示唆あり）。樫谷ちとせの魂が1000年の時を経て転生したのが千歳みどり。魂の同位体ちとせも含めれば、みどりは、作品世界の根幹に大きく関わるグリグリシリーズ通してのメインヒロインともいえる人物である。

## スタッフ
- 原作/プロデューサー：bamboo
- 原画・キャラクターデザイン：くろたま商会/片倉真二
- シナリオ
  - ヤマグチノボル（主に双葉・ちとせシナリオ）
  - Team NGX（主に双葉・ちとせ・舞シナリオ）
  - 美南風悠（主に葉月・花月シナリオ）
- 音楽：milktub/Elements Garden
- 映像：Iris motion graphics

## 主題歌
- OP曲：ハローグッバイ

作詞：桑島由一 作曲：milktub 編曲：ms-jacky 歌：佐藤裕美
- ED曲
  - 朽木双葉 ED：GREENGREEN(Graduation ver.)
    - 作詞：桑島由一 作曲：milktub 編曲：ms-jacky 歌：NANA

  - 樫谷ちとせ ED：オルゴール
    - 作詞:ヤマグチノボル 作曲：milktub 編曲;ms-jacky 歌：yozuca*

  - 天神葉月 ED：Love Bell Sound
    - 作詞：ヤマグチノボル/milktub 作曲：milktub 編曲：ms-jacky 歌：UR@N

  - 天神花月 ED：モーニング
    - 作詞：桑島由一 作曲：milktub 編曲：ms-jacky 歌：YURIA

  - 美杉舞 ED：君がくれたメロディー
    - 作詞：milktub 作曲：milktub 編曲：ms-jacky 歌：YURIA
- 校歌：私立鐘ノ音学園校歌
  -     - 作詞：bamboo 作曲：一番星☆光 編曲：ms-jacky 歌：鐘ノ音37564合唱団

## 関連商品

### CD
- グリーングリーン3 ハローグッバイ オリジナルサウンドトラック + コンプリートアルバム2001-2005 18songs Memories（ランティス LACA-9055-56）
- グリーングリーン3 ハローグッバイ CDドラマ 鐘ノ音パーティーピーポー（ランティス LACA-5389）